# البحر الليبي
البحر الليبي هو جزء من البحر الأبيض المتوسط ويقع حاليا شمال شرق ليبيا وجنوب جزيرة كريت. استعملت هذه التسمية من قبل الجغرافيين القدماء في وصفهم لجنوب البحر المتوسط، ولا يزال المسافرين والكتاب والجغرافيين يستعملونها. يوجد في الساحل الجنوبي لجزيرة كريت الذي يحد البحر الليبي جبال أستيروسي وسهل ميسارا (تقع في هذه المنطقة العديد من الاستيطانات التي تعود إلى العصر البرونزي مثل موقع كوموس وأغيا ترياذا وفستس.